# Ваджид Али Шах
Ваджид Али Шах, также известен как Абул Мансур Мирза Мухаммед Ваджид Али Шах (урду واجد علی شاہ‎, хинди वाजिद अली शाह; 30 июля 1822 — 1 сентября 1887) — последний (5-й) король Ауда (13 февраля 1847 — 11 февраля 1856). Второй сын и преемник Амджада Али-шаха, 4-го короля Ауда.
Королевство Ауд, длительное время находившееся в вассальной зависимости от Великобритании, было 11 февраля 1856 года аннексировано британцами, за два дня до девятой годовщины коронации Ваджида Али-шаха. Он был сослан в Гарден-Рич, один из пригородов Калькутты, где он прожил остаток своей жизни на щедрую пенсию. Он был поэтом, драматургом, танцором и великим покровителем искусств. Ему широко приписывают возрождение катхака как основной формы классического индийского танца. Оставил после себя большое потомство.

## Биография
Родился 30 июля 1822 года в Лакхнау. Второй сын Амджада Али-шаха (1801—1847), 4-го короля Ауда (1842—1847). Его матерью была Малика-и-Кишвар Бахадур, Мухтар-и-Алия, Фахр уз-Замани Наваб Тадж Ара Бегум Сахиба (Джанаб-и-Алия) (1803—1858), дочь Наваба Хисама уд-Дина Хана Бахадура из Калпи, первая жена Амджада Али-шаха.
В 1838 году Ваджиду Али-шаху был присвоен титул «Назим уд-Даула», позднее он повышен до звания «Хуршид Хамшат». 17 мая 1842 года он был назначен наследником отцовского престола с титулами титулами: Абул Мансур, Сикандер Джах, Сулейман Хашам, Сахиб-и-Алам, а также Вали Ахад Мирза Бахадур.
13 февраля 1847 года после смерти своего отца Амджада Али-шаха 24-летний Ваджид Али-шах стал пятым королем Ауда. 11 февраля 1856 года 33-летний Ваджид Али-шах был свергнут с престола британцами и отправлен в ссылку в Калькутту. Княжество Ауд было аннексировано Великобританией и включено в состав английских владений в Индии.
1 сентября 1887 года бывший король Ауда Ваджид Али-шах скончался в возрасте 65 лет в Гарден-Рич, пригород Калькутты, Бенгальское президентство.

## Творчество
Кроме прочего, Ваджид Али-шах был поэтом, драматургом, танцором и покровителем искусств. По приказу падишаха в Лакхнау было создано музыкально-танцевальное заведение «Парихаана» (Обитель фей), где обучались молодые девушки. Является автором театрального жанра «раха», объединявшего чувственную поэзию, лирические композиции и танцевальную форму катхак. Сам Ваджид Али-шах определил 36 типов раха. Спектакли рахов происходили в построенном театре «Кайсарбах-Рахас Манзил». Ваджид был автором пьес «Радха Канхайя Ка Кисса», «Дарья-и-Ташск», «Афсан-и-Исбак» и «Багар-и-Ульфат» (на языке урду).
В общем доработок составляет 60 книг, впрочем более потеряно. Сочинял лирические стихи на языках урду и деванагари. Наиболее значимые произведения является поэма «Сават-уль-Калуб» и автобиография в стихах «Хузн-и-Ахтари». Последняя написана после отречения, в которой говорится о путешествии бывшего падишаха из Лакхнау в Калькутту. Специальную работу «Бане» на 400 страницах посвятил своим исследования танца и музыки.

## Браки и дети
У Ваджида Али-шаха было три главных и более 350 временных жен, от которых у него родилось сорок сыновей и сорок пять дочерей:
- 1-я жена с 14 ноября 1837 года Малика Муккадара-и-Азма Наваб Алам Ара Бегум Падшах Махал Сахиба (1817 — 31 марта 1894), поэтесса, дочь Наваба Сеида Али Хана Бахадура и Барати ханум, предполагаемой дочери генерал-майора Клода Мартина.
- 2-я жена с 5 июня 1851 года Малика-и-Авадх Наваб Раунак Ара Бегум Ахтар Махал Сахиба (Хузур Алия) (1840 — 7 ноября 1891), третья дочь Мадара уд-Даулы, Наваба Сеида Али Наки Хана Бахадура, первого министра Ауда.
- 3-я жена — Наваб Кайкус Бегум Сахиба (1841 — после 1859), урожденная Сахибзади Махди ун-Ниса Бегум, дочь Мирзы Ахмада Али Хана и Умрао Бегум Сахибы.

### Сыновья
- Шахзаде Нушаван Кадр, Мирза Мухаммад Али Хайдер Ханн Бахадур (? — до 1887), глухонемой, лишен прав на наследование престола
- Шахзаде Фалах Кадр, Мирза Мухаммад Джавид Али Хан, Хашим Сахиб-и-Алам Вали Ахад Мирза Бахадур (1838 — 26 мая 1849), наследник престола с декабря 1847 года. Скончался от оспы
- Шахзаде Кайван Кадр, Мирза Мухаммад Хамид Али, Вали Ахад Мирза Бахадур (1838—1874), наследник престола с июня 1849 года.
- Шахзаде Бирджис Кадр, Мирза Мухаммад Рамзан Али Бахадур (1845 — 14 августа 1893), наваб Ауда (1857—1858)
- Шахзаде Фаридун Кадр, Мирза Мухаммад Хизабир Али Бахадур (ок. 1846 — декабрь 1886)
- Шахзаде Хуш Бахт, Мирза Мухаммад Кара Али Бахадур (? — 1878)
- Шахзаде Мирза (Кара) Хасан Бахадур (до 1851 — умер в детстве)
- Шахзаде Камар Кадр, Мирза Мухаммад Абид Али Бахадур (до октября 1850 — 30 января 1919), получил титул принца (2 июля 1888)
- Шахзаде Асман Джах, Мирза Мухаммад Касим Али Бахадур (до октября 1852 — 30 января 1919), получил титул принца (2 июля 1888)
- Шахзаде Кара Хусайн Мирза Бахадур (1855 — до 1879)
- Шахзаде Мирза Мухаммад Джоги Бахадур (1862—1941), получил титул принца (2 июля 1888)
- Шахзаде Мирза Мухаммад Джалал Бахадур (1862 — 28 февраля 1907), получил титул принца (2 июля 1888)
- Шахзаде Кара Хусейн, Мирза Мухаммад Бабур Бахадур (1862 — февраль 1935), получил титул принца (2 июля 1888)
- Шахзаде Буланд Джах, Мирза Мухаммад Аскари Бахадур (1862 — 19 апреля 1904), получил титул принца (2 июля 1888)
- Шахзаде Рошан Гоухар, Мирза Мухаммад Кайм Али Бахадур (до 1864—1885)
- Шахзаде Авали Муртабат, Мирза Мухаммад Ибрагим Али Бахадур (1863 — до октября 1920), получил титул принца (2 июля 1888)
- Шахзаде Кам Бахт, Мирза Мухаммад Хасан Бахадур (1864 — после 1947), получил титул принца (2 июля 1888)
- Шахзаде Тадж уль-Мульк, Мирза Касим Хусейн Бахадур (1864 — 1 мая 1906), получил титул принца (2 июля 1888)
- Шахзаде Мирза Мухаммад али Бахадур (1864 — до 1906), получил титул принца (2 июля 1888)
- Шахзаде Мирза Масуд Али Бахадур (1864 — 16 декабря 1889), получил титул принца (2 июля 1888)
- Шахзаде Джахан Павар, Мирза Мухаммад Казим Али Бахадур (1864 — до 1879)
- Шахзаде Саиф уль-Мульк, Мирза Хадим Хусейн Бахадур (1864 — до 1879)
- Шахзаде Султан Мирза Мухаммад Реза Али Бахадур (1865 — до декабря 1933), получил титул принца (2 июля 1888)
- Шахзаде Сардар Мирза Али Хусейн Бахадур (1865 — 13 мая 1891), получил титул принца (2 июля 1888)
- Шахзаде Фаррук Мирза Абу Тураб Бахадур (1865 — 14 июня 1896), получил титул принца (2 июля 1888)
- Шахзаде Хумаюн Джах, Мирза Мухаммад Асгар Бахадур (1865—1915), получил титул принца (2 июля 1888)
- Шахзаде Мирза Мухаммад Мубарак али Бахадур (1866 — до 1879)
- Шахзаде Бахадур Джах, Мирза Мухаммад Акбар Бахадур (1866 — до 1879)
- Шахзаде Афтар Джах, Мирза Мухаммад Хади али Бахадур (1866 — до 1879)
- Шахзаде Дилавар Джах, Мирза Мухаммад Наки Али Бахадур (1866—1920), получил титул принца (2 июля 1888)
- Шахзаде Дара Кадр, Кара Ахмед Мирза Мухаммад Джамджа али Бахадур (1868 — ок. 1917), получил титул принца (2 июля 1888)
- Шахзаде Хуршид Джах, Мирза Мухаммад Казим Хусайн Бахадур (1869 — 4 октября 1907), получил титул принца (2 июля 1888)
- Шахзаде Камяб Бакур, Мирза Мухаммад Хусайн Бахадур (1869—1912), получил титул принца (2 июля 1888)
- Шахзаде Дара Джах, Мирза Мухаммад Абдул Али Бахадур (7 апреля 1871—1931), получил титул принца (2 июля 1888)
- Шахзаде Ахтар Джах, Мирза Мухаммад Хашим Бахадур (1872 — 18 марта 1893), получил титул принца (2 июля 1888)
- Шахзаде Буланд Джах, Мирза Мухаммад Мухташим Бахадур (1872 — умер в детстве)
- Шахзаде Мирза Мухаммад Тадж Бахш Бахадур (1875—1882)
- Шахзаде Кишра Бахт, Мирза Мухаммад Аббас Хусейн Бахадур (23 июня 1880 — февраль 1916), получил титул принца (2 июля 1888)
- Шахзаде Афсар уль-Мульк, Мирза Мухаммад Акрам Хусейн Бахадур (1881 — 15 октября 1940), получил титул принца (2 июля 1888)
- Шахзаде Хадим уль-Аима, Мирза Мухаммад Иджаз Хусейн Бахадур (до 4 января 1881 — 22 марта 1903), получил титу принца (2 июля 1888).

### Дочери
- Наваб Муртаза Бегум Сахиба (? — до 1872)
- Наваб Сипах Ара Кубра Бегум Сахиба (ок. 1845 — до 1872)
- Наваб Мехр Ара Сугра Бегум Сахиба (? — до 1872)
- Наваб Джахан Ара Бегум Сахиба (? — до 1872)
- Наваб Сарир Ара Зайнаб Бегум Сахиба (1855 — 25 сентября 1889)
- Наваб Тахт Ара Шахар Бану Бегум Сахиба (? — до 1872)
- Наваб Шамс Ара Бегум Сахиба (? — до 1872)
- Наваб Mукин Ара Рукия Бегум Сахиба (? — до 1872)
- Наваб Вахим Ара Бинт ус-Султан Бегум Сахиба (? — до 1872)
- Наваб Сибут ус-Султан Тадж Ара Бегум Сахиба (1861—1930)
- Наваб Рутба Ара Сакина Бегум Сахиба (? — до 1887)
- Наваб Махфил Ара Масума Бегум Сахиба (1861 — 26 августа 1909)
- Наваб бинт уль-Малик Сугра Бегум Сахиба (1862 — 5 апреля 1887)
- Наваб Базм Ара Закин Бегум Сахиба (1862 — после 1893).
- Наваб Низакат Ара Мухаммади Бегум Сахиба (1862 — до 1887)
- Наваб Таджм уль-Ара Каниз-и-Садик Бегум Сахиба (1863 — 8 сентября 1893)
- Наваб Рят Ара Тайба Бегум Сахиба (1863 — до 1887)
- Наваб Риаяр Ара Аскари Бегум Сахиба (? — до 1871)
- Наваб Мулка Ара Абида Бегум Сахиба (1864 — 23 декабря 1892)
- Наваб Хаким Ара Шахрбану Бегум Сахиба (1864 — до 1887)
- Наваб Джуш Ара Фатима Бегум Сахиба (1864 — ?)
- Наваб Шараф Ара Каниз уль-Кайм Бегум Сахиба (1865—1912)
- Наваб Сарват Ара Каниз уль-Мехди Бегум Сахиба (1865 — после 1893)
- Наваб Разам Ара Хадиджа Бегум Сахиба (1865 — после 1893)
- Наваб Бахар Ара Каниз уль-Хусейн Бегум Сахиба (1865—1918)
- Наваб Шикох Ара Саида Бегум Сахиба (1865 — 8 июля 1904)
- Наваб Гаухар Ара Нек Бахт Бегум Сахиба (1867 — после 1893)
- Наваб сама Ара Каниз-и-Джафари Бегум Сахиба (1867 — до 1887)
- Наваб Ма Ара Мунни Бегум Сахиба (1868 — после 1893)
- Наваб Бадр Ара Каниз уль-Акбар Бегум Сахиба (? — до 1879)
- Наваб Султан Ара Поти Бегум Сахиба (? — до 1872)
- Наваб Нахид Ара Нек Нахид Бегум Сахиба (1870 — умерла в детстве)
- Наваб Падшах Ара Каниз уль-Хади Бегум Сахиба (1870 — после 1893)
- Наваб Шах Ара Азкин Бану Бегум Сахиба (до 1871 — 30 марта 1890)
- Наваб Арка Ара Сахиб Бегум Сахиба (1872 — до 1887)
- Наваб Чаттар Ара Зохра Бегум Сахиба (1875 — после 1893)
- Наваб Ситват Ара Халима Бегум Сахиба (1877 — 3 марта 1893)